# In Between Days
In Between Days is een nummer van de Britse new-wave band The Cure. Het is de eerste single van hun zesde studioalbum The Head on the Door uit 1985. Op 19 juli dat jaar werd het nummer op single uitgebracht.

## Achtergrond
De plaat werd in een aantal landen een bescheiden radiohit. In The Cure's thuisland het Verenigd Koninkrijk werd de 15e positie behaald in de UK Singles Chart. In Australië werd de 16e positie bereikt, Nieuw-Zeeland de 15e, Frankrijk de 23e, Duitsland de 45e en in de Verenigde Staten de 99e positie.
In Nederland werd de plaat een radiohit in de destijds drie hitlijsten. De plaat bereikte de 26e positie in de Nationale Hitparade, de 30e positie in de TROS Top 50 en de 31e positie in de Nederlandse Top 40. In de pan Europese hitlijst, de TROS Europarade, werd géén notering behaald.
In België bereikte de plaat de 23e positie in de voorloper van de Vlaamse Ultratop 50 en piekte op de 19e positie in de Vlaamse Radio 2 Top 30. In Wallonië werd géén notering behaald.

## NPO Radio 2 Top 2000
| Nummer met noteringen in de NPO Radio 2 Top 2000 | '09  | '10 | '11  | '12  | '13  | '14  | '15  | '16  | '17  | '18  | '19  | '20  |
| ------------------------------------------------ | ---- | --- | ---- | ---- | ---- | ---- | ---- | ---- | ---- | ---- | ---- | ---- |
| In Between Days                                  | 1582 | -   | 1636 | 1339 | 1304 | 1337 | 1464 | 1597 | 1534 | 1989 | 1546 | 1933 |

1. ↑  Een '-' betekent dat het nummer niet was genoteerd en een vetgedrukt getal geeft de hoogste notering aan.
2. ↑  2009 was het eerste jaar met een notering voor dit nummer.
3. ↑  Deze tabel is bijgewerkt tot en met de laatste editie (2024).